# 内夫 (那慕尔省)
内夫（法語：Neffe，法語發音：[nɛf]）是比利时瓦隆大区那慕尔省迪南的一个村庄。